# Massa d'aigua
Una massa d'aigua és una extensió d'aigua, com ara un llac, un mar o un oceà que cobreix part de la Terra. Algunes masses d'aigua són artificials, com els estanys, però la majoria són naturals. Poden contenir aigua salada o dolça.

## Tipus de masses d'aigua

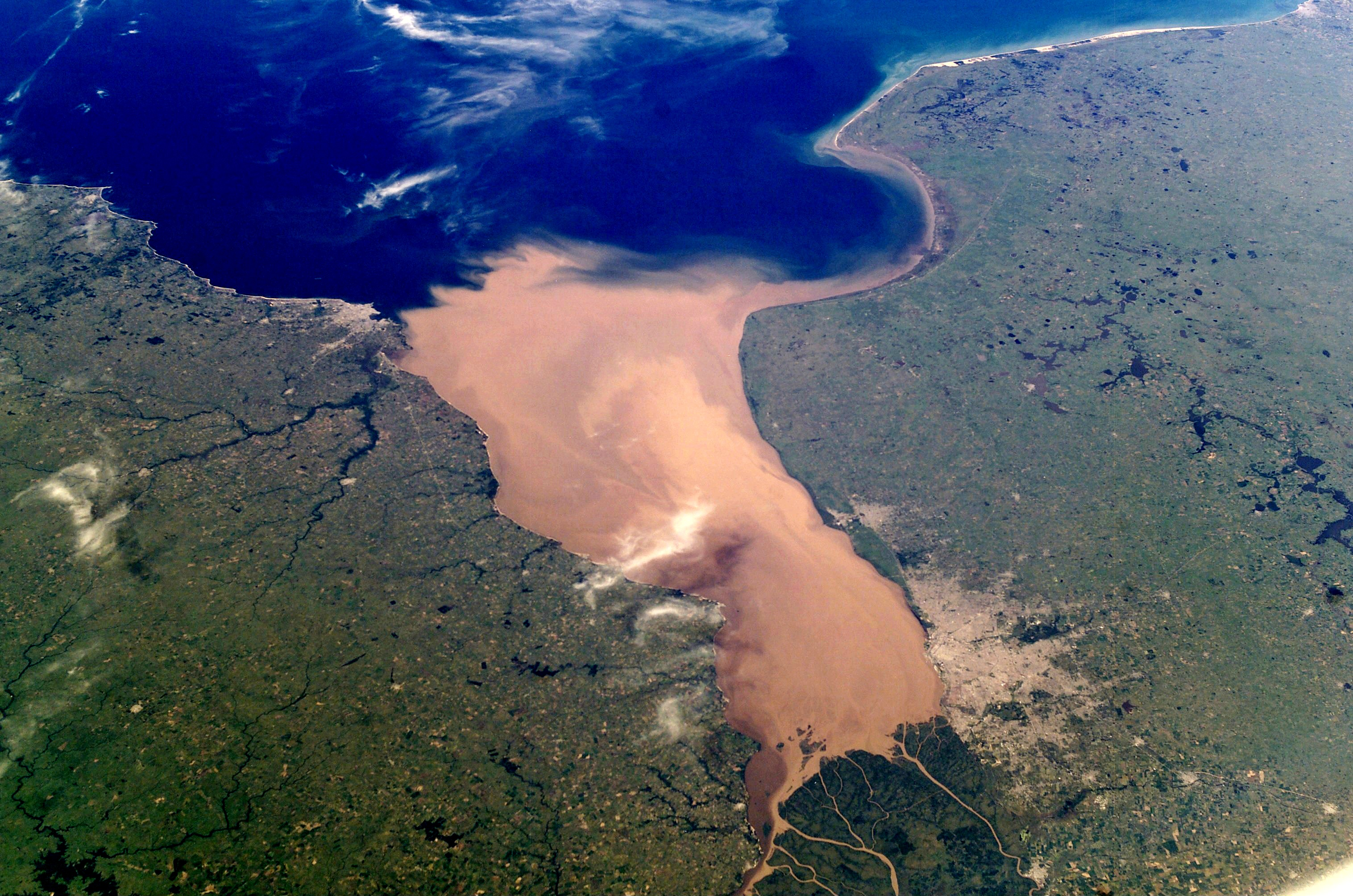
El Riu de la Plata, entre Argentina i Uruguai, és tradicionalment considerat com el riu més ample del planeta.

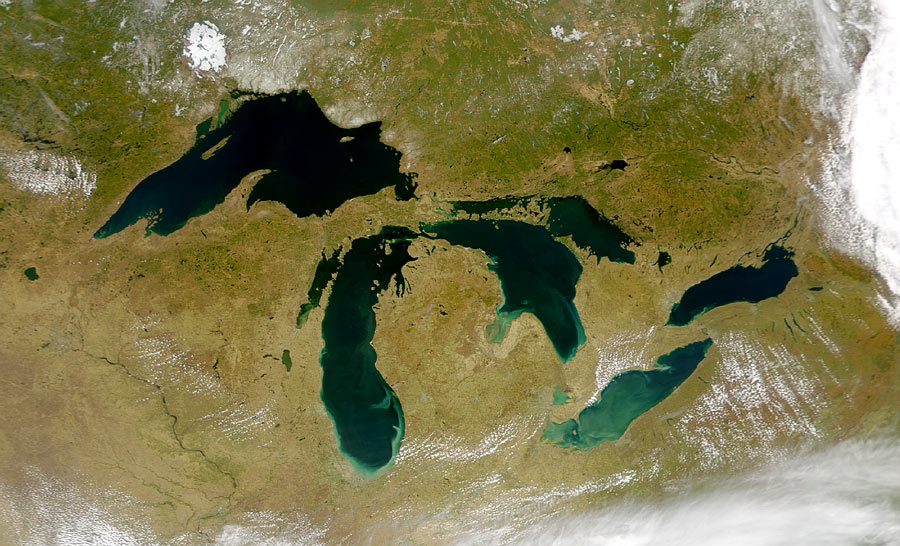
Grans Llacs d'Amèrica del Nord, entre Canadà i els Estats Units.

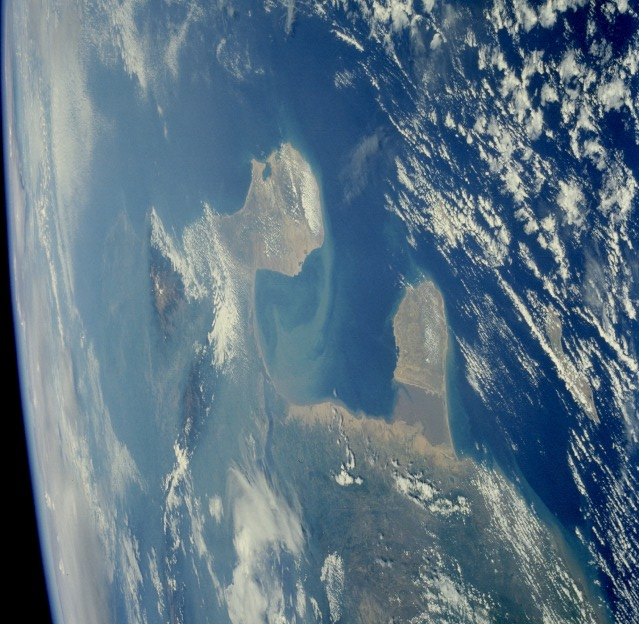
Imatge de satèl·lit del Golf de Veneçuela, vist des d'una perspectiva nord-est sud-oest.

- Bassal - un corrent d'aigua estancada en un lloc específic.
- Rierol - un corrent natural d'aigua que normalment flueix amb continuïtat, però que, a diferència d'un riu, té un cabal escàs, que pot desaparèixer durant l'estiatge.
- Badia - una part de l'oceà o mar, de poca extensió, tancat per puntes o caps de terra. Vegeu Golf.
- Canal - via artificial d'aigua feta per l'home.
- Bassa - una petita acumulació d'aigua, més abundant que un toll, però no suficient per conformar un llac.
- Toll - una petita acumulació d'aigua sobre la superfície de la Terra.
- Pantà - una acumulació d'aigua amb fons més o menys fangós.
- Conca hidrogràfica - la porció de territori evacuada per un únic sistema de drenatge natural.
- Delta - el territori triangular format en la desembocadura d'un riu.
- Desembocadura - la part més baixa d'un riu, és a dir, aquella secció del curs d'aigua on n'aboca les aigües al mar o en un llac.
- Embassament - una extensió d'aigua formada en el jaç d'un riu o rierol quan, amb algun mitjà físic, es tanca parcialment o total la seva llera.
- Estany - una extensió d'aigua artificial construïda per proveir el reg, criar peixos, etc., o amb fins merament ornamentals.
- Estorada - un canal estret i succint per on ingressen i surten les marees en un riu.
- Estret - un canal d'aigua que connecta dos llacs, mars o oceans i, en conseqüència, es troba entre dues masses de terra.
- Estuari - la part més ampla i profunda en la desembocadura dels rius, als mars oberts o als oceans, en aquelles àrees on les marees tenen major amplitud o oscil·lació.
- Golf - una part de l'oceà o mar, de gran extensió, situat entre dos caps.
- Aiguamoll - una zona de terres planes on la superfície es troba negada permanentment o intermitent de manera que el sòl se satura, i queda desproveït d'oxigen i dona lloc a un ecosistema híbrid entre els purament aquàtics i els terrestres.
- Llac - una massa d'aigua dolça o salada, més o menys extensa, que es troba allunyada del mar, i associada generalment a un origen glacial.
- Llacuna - qualsevol extensió natural d'aigua estancada, sigui dolça o salada.
- Mar - una massa d'aigua salada de grandària inferior a l'oceà.
- Maresma - un ecosistema humit amb plantes herbàcies que creixen a l'aigua.
- Oceà - la part de la superfície terrestre ocupada per l'aigua marina.
- Pantà - una acumulació d'aigua amb fons més o menys fangós.
- Pas - sinònim d'estret.
- Presa - el terme presa normalment es refereix al mur que reté l'aigua, però també es pot referir a l'embassament, llac o reserva d'aigua que es forma rere del mur.
- Port - conjunt d'obres, instal·lacions i serveis que proporcionen l'espai d'aigües tranquil·les necessàries per a l'estada segura dels vaixells.
- Quebrada - sinònim de rierol.
- Represa - sinònim de presa.
- Rambla - llit per on circulen les aigües de pluja quan cauen copiosament.
- Riera - sinònim de rierol.
- Rierol - sinònim d'escòrrec.
- Ria - una de les formes que pot adquirir la desembocadura d'un riu, constituint una vall costanera submergida o estuari que ha estat inundat pel mar i per una elevació del seu nivell.
- Riu - un corrent natural d'aigua que flueix amb continuïtat. Posseeix un cabal determinat i desemboca al mar, en un llac o en un altre riu.
- Ribera - sinònim de riu.